# Sonderkraftfahrzeug-lista
A Sonderkraftfahrzeug (röviden Sd.Kfz. vagy SdKfz; magyarul „különleges gépjármű”), a német haderő (Wehrmacht) főparancsnokságának (Oberkommando der Wermacht, OKW) egyik típusmegnevezési alrendszere volt, amelyet az 1930-as években alakítottak ki a 20-as években antant által meghatározott konvenciók kijátszása érdekében. Ebbe az elnevezési rendszerbe később közel az összes, hadrendbe állított szárazföldi katonai járművet bevonták, a zsákmányolt típusok ez alól kivételt képeznek (az átalakítottakat is bevonták ide; nem került bevonásra a Raupenschlepper Ost és a schwerer Wehrmachtschlepper).
A második világháború befejezése után sem a Bundeswehr, sem a Nemzeti Néphadsereg (Nationale Volksarmee, NVA) nem vette át ezt a számozási rendszert.

## A jelölésrendszer felépítése
A számozási rendszer több járműkategóriára lett bontva:
- 99-ig vontató
- 100–199 között harckocsi és rohamlöveg
- 200–299-ig felderítő- és lövészpáncélos
- 300 felett aknafelszedő és teherszállító

Ez alól a rendszer alól a legelső jármű képez kivételt, amely személyszállításra lett rendszeresítve.

## Szintaktika
A számozási rendszer szintaktikai felépítése:
Első helyen az alrendszer rövidítése állt: Sd.Kfz., majd egy szóköz.
Második helyen a típus sorozatszáma záró pont nélkül.
Harmadik helyen az altípus sorozatszáma az előzőtől perjellel elválasztva, záró pont nélkül az akkori német nyelvtan szabályai szerint. Ha azonos altípusnak többféle rendeltetésű változata volt, azt tovább számozva kötőjellel választották el, vagy latin betűvel látták el.
Például: Sd.Kfz. 251/26, Sd.Kfz. 250/1–1, Sd.Kfz. 250/1–2, illetve Sd.Kfz. 251/18–1 és Sd.Kfz. 251/18–1a.
Hasonlóan épült fel a Kraftfahrzeuge (Kfz.) és a Sonderanhänger (Sd.Ah.) rendszer is.

## A jelölésrendszer

### Sd.Kfz. 1–99
| Típusjel   | Altípus      | Német (eredeti) megnevezés                                                            | Fordítás/Megjegyzés                                               |
| ---------- | ------------ | ------------------------------------------------------------------------------------- | ----------------------------------------------------------------- |
| Kfz. 1     |              |                                                                                       | az 1937-ben gyártásra kerülő Volkswagen „Bogár” katonai típusjele |
| Sd.Kfz. 2  |              | kleines Kettenkraftrad                                                                |                                                                   |
|            | Sd.Kfz. 2/1  | Kettenkraftrad für Feldfernkabel                                                      |                                                                   |
|            | Sd.Kfz. 2/2  | Kettenkraftrad für schweres Feldfernkabel                                             |                                                                   |
| Sd.Kfz. 3  |              | Maultier                                                                              |                                                                   |
|            | Sd.Kfz. 3a   | Lastkraftwagen Gleiskette 2 t Maultier (Opel-Ausführung)                              |                                                                   |
|            | Sd.Kfz. 3b   | Lastkraftwagen Gleiskette 2 t Maultier (Ford-Ausführung)                              |                                                                   |
|            | Sd.Kfz. 3c   | Lastkraftwagen Gleiskette 2 t Maultier (Klöckner-Deutz-Ausführung)                    |                                                                   |
| Sd.Kfz. 4  |              | Munitionskraftwagen für Nebelwerfer schweres Gleiskette Lastkraftwagen Maultier 4,5 t |                                                                   |
|            | Sd.Kfz. 4/1  | 15 cm Panzerwerfer 42 auf Sf (15 cm Panzerwerfer 43) auf 2 t Maultier                 |                                                                   |
| Sd.Kfz. 5  |              |                                                                                       |                                                                   |
| Sd.Kfz. 6  |              | Zugkraftwagen 5 t mit Pionier-Aufbau                                                  |                                                                   |
|            | Sd.Kfz. 6/1  | Zugkraftwagen 5 t mit Artillerie-Aufbau                                               |                                                                   |
|            | Sd.Kfz. 6/2  | Selbstfahrlafette 3,7 cm Flugabwehrkanone 36 auf Fahrgestell Zugkraftwagen 5 t        |                                                                   |
| Sd.Kfz. 7  |              | Mittlerer Zugkraftwagen 8 t                                                           |                                                                   |
|            | Sd.Kfz. 7/1  | Selbstfahrlafette 2 cm Flakvierling auf Fahrgestell Zugkraftwagen 8 t                 |                                                                   |
|            | Sd.Kfz. 7/2  | Selbstfahrlafette 3,7 cm Flugabwehrkanone 36 auf Fahrgestell Zugkraftwagen 8 t        |                                                                   |
|            | Sd.Kfz. 7/6  | Flugabwehrkanone-Messtruppenkraftwagen                                                |                                                                   |
| Sd.Kfz. 8  |              | schwerer Zugkraftwagen 12 t                                                           |                                                                   |
| Sd.Kfz. 9  |              | schwerer Zugkraftwagen 18 t                                                           |                                                                   |
|            | Sd.Kfz. 9/1  | Drehkran auf schwerem Zugkraftwagen 18 t (6 t Hebekraft)                              |                                                                   |
|            | Sd.Kfz. 9/2  | Drehkran auf schwerem Zugkraftwagen 18 t (10 t Hebekraft)                             |                                                                   |
| Sd.Kfz. 10 |              | leichter Zugkraftwagen 1 t                                                            |                                                                   |
|            | Sd.Kfz. 10/1 | leichter Gassprür-Kraftwagen                                                          |                                                                   |
|            | Sd.Kfz. 10/2 | leichter Entgiftungs-Kraftwagen                                                       |                                                                   |
|            | Sd.Kfz. 10/3 | leichter Sprüh-Kraftwagen                                                             |                                                                   |
|            | Sd.Kfz. 10/4 | leichte Selbstfahrlafette 2 cm Flugabwehrkanone 30 auf Fahrgestell Zugkraftwagen 1t   |                                                                   |
|            | Sd.Kfz. 10/5 | leichte Selbstfahrlafette 2 cm Flugabwehrkanone 38 auf Fahrgestell Zugkraftwagen 1 t  |                                                                   |
| Sd.Kfz. 11 |              | leichter Zugkraftwagen 3 t                                                            |                                                                   |
|            | Sd.Kfz. 11/1 | Nebel-Kraftwagen                                                                      |                                                                   |
|            | Sd.Kfz. 11/2 | mittlerer Entgiftungs-Kraftwagen                                                      |                                                                   |
|            | Sd.Kfz. 11/3 | mittlerer Sprüh-Kraftwagen                                                            |                                                                   |
|            | Sd.Kfz. 11/4 | Nebel-Kraftwagen                                                                      |                                                                   |
|            | Sd.Kfz. 11/5 | mittlerer Gassprür-Wagen                                                              |                                                                   |
| Sd.Kfz. 13 |              | Maschinengewehrkraftwagen                                                             |                                                                   |
| Sd.Kfz. 14 |              | Funkkraftwagen                                                                        |                                                                   |

### Sd.Kfz. 100–199
| Típusjel    | Altípus        | Német (eredeti) megnevezés | Fordítás/Megjegyzés |
| ----------- | -------------- | --- | ------------------- |
| Sd.Kfz. 101 |                | Panzerkampfwagen I Ausführung A/B                                                                                                   |                     |
| Sd.Kfz. 111 |                | Gepanzerter Munitionsschlepper auf Panzerkampfwagen I Ausführung A                                                                  |                     |
| Sd.Kfz. 121 |                | Panzerkampfwagen II Ausführung a/1, a/2, a/3, b, c, A, B, C, D, E, F                                                                |                     |
| Sd.Kfz. 122 |                | Panzerkampfwagen II Flamm Ausführung A, B; Flammingo                                                                                |                     |
| Sd.Kfz. 123 |                | Panzer II Ausführung L; Luchs |                     |
| Sd.Kfz. 124 |                | 10,5 cm leichte Feldhaubitze 18/2 auf Fahrgestell Panzerkampfwagen II; Wespe                                                        |                     |
| Sd.Kfz. 131 |                | 7,5 cm Panzerabwehrkanone 40/2 auf Fahrgestell Panzerkampfwagen II (Selbstfahrlafette); „Marder II“                                 |                     |
| Sd.Kfz. 132 |                | Panzer Selbstfahrlafette I für 7,62 cm Panzerabwehrkanone 36(r) auf Fahrgestell Panzerkampfwagen II Ausführung D1 und D2; Marder II |                     |
| Sd.Kfz. 135 |                | Panzer Selbstfahrlafette für 7,5 cm Panzerabwehrkanone 40/1 auf Fahrgestell Lorraine Schlepper; Marder I                            |                     |
|             | Sd.Kfz. 135/1  | Panzer Selbstfahrlafette für schwere Feldhaubitze 13 auf Fahrgestell Lorraine Schlepper                                             |                     |
| Sd.Kfz. 138 |                | 7,5 cm Panzerabwehrkanone 40/3 auf Panzerkampfwagen 38(t) Ausführung H; Marder III                                                  |                     |
|             | Sd.Kfz. 138    | Panzerjäger 38(t) mit Panzerabwehrkanone 40/3 Ausführung M                                                                          |                     |
|             | Sd.Kfz. 138    | Munitionspanzer 38(t) (Sf) Ausführung M                                                                                             |                     |
|             | Sd.Kfz. 138/1  | 15 cm schweres Infanteriegeschütz 33 (Sf) auf Panzerkampfwagen 38(t) Ausführung H; Bison                                            |                     |
|             | Sd.Kfz. 138/1  | 15 cm schweres Infanteriegeschütz 33/1 auf Selbstfahrlafette 38(t) (Sf) Ausführung M; „Grille“                                      |                     |
|             | Sd.Kfz. 138/2  | Jagdpanzer 38(t) |                     |
| Sd.Kfz. 139 |                | Panzerjäger 38(t) für 7,62 cm Panzerabwehrkanone 36(r); „Marder III“                                                                |                     |
| Sd.Kfz. 140 |                | Flakpanzer 38(t) auf Selbstfahrlafette 38(t) Ausführung M; „Gepard“                                                                 |                     |
|             | Sd.Kfz. 140/1  | Aufklärungspanzer 38(t) |                     |
| Sd.Kfz. 141 |                | Panzerkampfwagen III Ausführung A, B, C, D, E, F, G, H, J                                                                           |                     |
|             | Sd.Kfz. 141    | Panzerbefehlswagen III mit 5 cm Kampfwagenkanone L/42                                                                               |                     |
|             | Sd.Kfz. 141/1  | Panzerkampfwagen III Ausführung J, L, M                                                                                             |                     |
|             | Sd.Kfz. 141/2  | Panzerkampfwagen III Ausführung N                                                                                                   |                     |
|             | Sd.Kfz. 141/3  | Panzerkampfwagen III Flamm |                     |
| Sd.Kfz. 142 |                | gepanzerte Selbstfahrlafette für Sturmgeschütz 7,5 cm Kanone Ausführung A, B, C, E; Sturmgeschütz III                               |                     |
|             | Sd.Kfz. 142/1  | 7,5 cm Sturmgeschütz 40 Ausführung F, F/8, G,                                                                                       |                     |
|             | Sd.Kfz. 142/2  | 10,5 cm Sturmhaubitze 42 |                     |
| Sd.Kfz. 143 |                | artillerie Panzerbeobachtungswagen III                                                                                              |                     |
| Sd.Kfz. 161 |                | Panzerkampfwagen IV Ausführung A, B, C, D, E, F                                                                                     |                     |
|             | Sd.Kfz. 161/1  | Panzerkampfwagen IV Ausführung F2                                                                                                   |                     |
|             | Sd.Kfz. 161/2  | Panzerkampfwagen IV Ausführung G-J                                                                                                  |                     |
|             | Sd.Kfz. 161/3  | 3,7 cm Flugzeugabwehrkanone auf Fahrgestell Panzerkampfwagen IV (Sf), Möbelwagen                                                    |                     |
|             | Sd.Kfz. 161/4  | vierläufige 20-mm-Kanone Flugzeugabwehrkanone 38 auf Fahrgestell Panzerkampfwagen IV (Sf); Wirbelwind, Ostwind                      |                     |
| Sd.Kfz. 162 |                | Sturmgeschütz neuer Art mit 7,5 cm Panzerabwehrkanone L/48 auf Fahrgestell Panzerkampfwagen IV                                      |                     |
|             | Sd.Kfz. 162/1  | Panzer IV/70 (V) |                     |
| Sd.Kfz. 164 |                | Selbstfahrlafette für 8,8 cm Panzerabwehrkanone 43/1 (L/71) auf Fahrgestell Panzerkampfwagen III und IV; Hornisse, Nashorn          |                     |
| Sd.Kfz. 165 |                | Selbstfahrlafette für 15 cm schwere Panzerhaubitze 18/1 auf Fahrgestell Panzerkampfwagen III und IV; Hummel                         |                     |
|             | Sd.Kfz. 165/1  | 10,5 cm leichte Feldhaubitze 18/1 (Sf) auf Geschützwagen IV b; Heuschrecke                                                          |                     |
| Sd.Kfz. 166 |                | Sturmpanzer IV 15 cm Sturmhaubitze; Brummbär                                                                                        |                     |
| Sd.Kfz. 167 |                | Sturmgeschütz IV |                     |
| Sd.Kfz. 171 |                | Panzerkampfwagen V Ausführung A, G, F, D; Panther                                                                                   |                     |
| Sd.Kfz. 172 |                | Sturmgeschütz für 8,8 cm Sturmkanone 43 auf Fahrgestell Panther                                                                     |                     |
| Sd.Kfz. 173 |                | Jagdpanzer V; „Jagdpanther“ |                     |
| Sd.Kfz. 179 |                | Panzer-Bergegerät (Panzer 1); Bergepanther                                                                                          |                     |
| Sd.Kfz. 181 |                | Panzerkampfwagen VI Tiger I E; Tiger I                                                                                              |                     |
| Sd.Kfz. 182 |                | Panzerkampfwagen VI B Tiger II; Tiger II, Königstiger                                                                               |                     |
| Sd.Kfz. 184 |                | Sturmgeschütz mit 8,8 cm Panzerabwehrkanone 43/2; Ferdinand, Elefant                                                                |                     |
| Sd.Kfz. 185 |                | Jagdtiger mit 8,8 cm Panzerabwehrkanone 43 L/71                                                                                     |                     |
|             | Sd.Kfz. 185(?) | Bergetiger |                     |
| Sd.Kfz. 186 |                | Jagdtiger mit 12,8 cm Panzerabwehrkanone 44 L/71                                                                                    |                     |
|             | Sd.Kfz. 186(?) | Sturmpanzer VI Sturmtiger |                     |

### Sd.Kfz. 200–299
| Típusjel    | Altípus           | Német (eredeti) megnevezés                                                                            | Fordítás/Megjegyzés |
| ----------- | ----------------- | --- | ------------------- |
| Sd.Kfz. 221 |                   | leichter Panzerspähwagen (MG)                                                                         |                     |
| Sd.Kfz. 222 |                   | leichter Panzerspähwagen (2 cm)                                                                       |                     |
| Sd.Kfz. 223 |                   | leichter Panzerspähwagen (Fu)                                                                         |                     |
| Sd.Kfz. 231 |                   | schwerer Panzerspähwagen 6-Rad, 8-Rad                                                                 |                     |
| Sd.Kfz. 232 |                   | schwerer Panzerspähwagen (Fu) 6-Rad, 8-Rad                                                            |                     |
| Sd.Kfz. 233 |                   | schwerer Panzerspähwagen (7,5 cm)                                                                     |                     |
| Sd.Kfz. 234 |                   | schwerer Panzerspähwagen                                                                              |                     |
|             | Sd.Kfz. 234/1     | schwerer Panzerspähwagen (2 cm)                                                                       |                     |
|             | Sd.Kfz. 234/2     | schwerer Panzerspähwagen (5 cm)                                                                       |                     |
|             | Sd.Kfz. 234/3     | schwerer Panzerspähwagen (7,5 cm)                                                                     |                     |
|             | Sd.Kfz. 234/4     | schwerer Panzerspähwagen (7,5 cm Pak 40)                                                              |                     |
| Sd.Kfz. 247 |                   | schwerer geländegängiger gepanzerter Personenkraftwagen                                               |                     |
| Sd.Kfz. 250 |                   | leichter gepanzerter Kraftwagen (Schützenpanzerwagen)                                                 |                     |
|             | Sd.Kfz. 250/1–1   | leichter Gepanzerter Kraftwagen (Schützenpanzerwagen) Fu                                              |                     |
|             | Sd.Kfz. 250/1–2   | leichter Gepanzerter Kraftwagen (Schützenpanzerwagen) Kabelleger                                      |                     |
|             | Sd.Kfz. 250/2     | leichter Fernsprechwagen                                                                              |                     |
|             | Sd.Kfz. 250/3–1   | leichter Funkpanzer                                                                                   |                     |
|             | Sd.Kfz. 250/3–2   | leichter Funkpanzer                                                                                   |                     |
|             | Sd.Kfz. 250/3–3   | leichter Funkpanzer                                                                                   |                     |
|             | Sd.Kfz. 250/3–4   | leichter Funkpanzer                                                                                   |                     |
|             | Sd.Kfz. 250/4     | leichter gepanzerter Luftschutz-Kraftwagen                                                            |                     |
|             | Sd.Kfz. 250/5–1   | leichter gepanzerter Beobachtungswagen                                                                |                     |
|             | Sd.Kfz. 250/5–2   | leichter gepanzerter Aufklärungswagen                                                                 |                     |
|             | Sd.Kfz. 250/6     | leichter Munitionspanzerwagen, Ausführung A, B                                                        |                     |
|             | Sd.Kfz. 250/7     | leichter gepanzerter Kraftwagen (Schützenpanzerwagen) mit schwerem Granatwerfer                       |                     |
|             | Sd.Kfz. 250/7     | leichter gepanzerter Kraftwagen (Schützenpanzerwagen) als Munitionsfahrzeug                           |                     |
|             | Sd.Kfz. 250/8     | leichter gepanzerter Kraftwagen (Schützenpanzerwagen) mit 7,5 cm Kampfwagenkanone 37                  |                     |
|             | Sd.Kfz. 250/9     | leichter gepanzerter Kraftwagen (Schützenpanzerwagen) mit 2 cm                                        |                     |
|             | Sd.Kfz. 250/10    | leichter gepanzerter Kraftwagen (Schützenpanzerwagen) mit 3,7 cm Panzerabwehrkanone                   |                     |
|             | Sd.Kfz. 250/11    | leichter gepanzerter Kraftwagen (Schützenpanzerwagen) mit schwerer Panzerbüchse 41                    |                     |
|             | Sd.Kfz. 250/12    | leichter gepanzerter Meßtruppwagen                                                                    |                     |
| Sd.Kfz. 251 |                   | mittlerer gepanzerter Schützenpanzerwagen Ausführung A, B, C, D                                       |                     |
|             | Sd.Kfz. 251/1–1   | mittlerer gepanzerter Schützenpanzerwagen                                                             |                     |
|             | Sd.Kfz. 251/1–2   | mittlerer gepanzerter Schützenpanzerwagen Fu                                                          |                     |
|             | Sd.Kfz. 251/2     | mittlerer gepanzerter Schützenpanzerwagen mit Granatwerfer                                            |                     |
|             | Sd.Kfz. 251/3     | mittlerer gepanzerter Funkpanzerwagen                                                                 |                     |
|             | Sd.Kfz. 251/3–1   | mittlerer gepanzerter Funkpanzerwagen                                                                 |                     |
|             | Sd.Kfz. 251/3–2   | mittlerer gepanzerter Funkpanzerwagen                                                                 |                     |
|             | Sd.Kfz. 251/3–3   | mittlerer gepanzerter Funkpanzerwagen                                                                 |                     |
|             | Sd.Kfz. 251/3–4   | mittlerer gepanzerter Funkpanzerwagen als Kommandowagen                                               |                     |
|             | Sd.Kfz. 251/4     | mittlerer gepanzerter Schützenpanzerwagen mit Munition und Zubehör für leichtes Infanteriegeschütz 18 |                     |
|             | Sd.Kfz. 251/5     | mittlerer gepanzerter Schützenpanzerwagen für die Pionierzüge                                         |                     |
|             | Sd.Kfz. 251/6     | mittlerer gepanzerter Kommandowagen                                                                   |                     |
|             | Sd.Kfz. 251/7–1   | mittlerer Pionierpanzerwagen                                                                          |                     |
|             | Sd.Kfz. 251/7–2   | mittlerer Pionierpanzerwagen                                                                          |                     |
|             | Sd.Kfz. 251/8–1   | mittlerer Krankentransportwagen                                                                       |                     |
|             | Sd.Kfz. 251/8–2   | mittlerer Krankentransportwagen                                                                       |                     |
|             | Sd.Kfz. 251/9     | mittlerer gepanzerter Schützenpanzerwagen mit 7,5 cm Kampfwagenkanone 37                              |                     |
|             | Sd.Kfz. 251/10    | mittlerer gepanzerter Schützenpanzerwagen mit 3,7 cm Panzerabwehrkanone                               |                     |
|             | Sd.Kfz. 251/11    | mittlerer gepanzerter Funksprechwagen                                                                 |                     |
|             | Sd.Kfz. 251/12    | mittlerer gepanzerter Meßtrupp- und Gerätewagen                                                       |                     |
|             | Sd.Kfz. 251/13    | mittlerer gepanzerter Schallaufnahmewagen                                                             |                     |
|             | Sd.Kfz. 251/14    | mittlerer gepanzerter Schallauswertwagen                                                              |                     |
|             | Sd.Kfz. 251/15    | mittlerer gepanzerter Lichtauswertewagen                                                              |                     |
|             | Sd.Kfz. 251/16    | mittlerer gepanzerter Flammwagen                                                                      |                     |
|             | Sd.Kfz. 251/17    | mittlerer gepanzerter Schützenpanzerwagen mit 2 cm Flugzeugabwehrkanone 38                            |                     |
|             | Sd.Kfz. 251/18–1  | mittlerer gepanzerter Beobachtungswagen                                                               |                     |
|             | Sd.Kfz. 251/18–1a | mittlerer gepanzerter Beobachtungswagen                                                               |                     |
|             | Sd.Kfz. 251/18–2  | mittlerer gepanzerter Beobachtungswagen                                                               |                     |
|             | Sd.Kfz. 251/18–2a | mittlerer gepanzerter Beobachtungswagen                                                               |                     |
|             | Sd.Kfz. 251/19    | mittlerer gepanzerter Fernsprechbetriebswagen                                                         |                     |
|             | Sd.Kfz. 251/20    | mittlerer gepanzerter Schützenpanzerwagen mit Infrarotscheinwerfer                                    |                     |
|             | Sd.Kfz. 251/21    | mittlerer gepanzerter Schützenpanzerwagen mit Maschinengewehr 151 Drilling                            |                     |
|             | Sd.Kfz. 251/22    | mittlerer gepanzerter Schützenpanzerwagen mit 7,5 cm Panzerabwehrkanone 40 L/46                       |                     |
|             | Sd.Kfz. 251/23    | mittlerer gepanzerter Schützenpanzerwagen mit 2 cm Hängelafette                                       |                     |
| Sd.Kfz. 252 |                   | leichter gepanzerter Munitionstransportkraftwagen                                                     |                     |
| Sd.Kfz. 253 |                   | leichter gepanzerter Beobachtungskraftwagen                                                           |                     |
| Sd.Kfz. 254 |                   | mittlerer gepanzerter Beobachtungskraftwagen                                                          |                     |
| Sd.Kfz. 260 |                   | leichter Panzerfunkwagen                                                                              |                     |
| Sd.Kfz. 261 |                   | kleiner Panzerfunkwagen                                                                               |                     |
| Sd.Kfz. 263 |                   | mittlerer Panzerfunkwagen 6-Rad, 8-Rad                                                                |                     |
| Sd.Kfz. 265 |                   | kleiner Panzerbefehlswagen I                                                                          |                     |
| Sd.Kfz. 266 |                   | Panzerbefehlswagen III Ausführung G, H                                                                |                     |
| Sd.Kfz. 267 |                   | Panzerbefehlswagen III Ausführung D1, G, H                                                            |                     |
| Sd.Kfz. 268 |                   | Panzerbefehlswagen III Ausführung D1, G, H                                                            |                     |
| Sd.Kfz. 280 |                   | gepanzerter Munitionsschlepper                                                                        |                     |

### Sd.Kfz. 300 felett
| Típusjel    | Altípus      | Német (eredeti) megnevezés                    | Fordítás/Megjegyzés |
| ----------- | ------------ | --------------------------------------------- | ------------------- |
| Sd.Kfz. 300 |              | Minenräumwagen Ausführung II                  | Aknamentesítő jármű |
| Sd.Kfz. 301 |              | schwerer Ladungsträger Ausführung A, B, und C |                     |
| Sd.Kfz. 302 |              | leichter Ladungsträger Ausführung A           |                     |
| Sd.Kfz. 303 |              | leichter Ladungsträger, Ausführung B          |                     |
|             | Sd.Kfz. 303a | leichter Ladungsträger, Ausführung B          |                     |
|             | Sd.Kfz. 303b | leichter Ladungsträger, Ausführung B          |                     |
|             | Sd.Kfz. 3036 | leichter Ladungsträger, Ausführung B          |                     |
| Sd.Kfz. 304 |              | mittlerer Ladungsträger, Springer             |                     |

### Külső hivatkozások
- Sd-Kfz.-Nummern und ihre Bedeutung – lexikon-der-wehrmacht.de